# Parafia Narodzenia Najświętszej Maryi Panny w Warszawie (Płudy)
Parafia Narodzenia Najświętszej Maryi Panny w Warszawie – parafia rzymskokatolicka należąca do dekanatu tarchomińskiego diecezji warszawsko-praskiej, metropolii warszawskiej Kościoła katolickiego, w Warszawie (osiedle Płudy). Obsługiwana przez księży diecezjalnych.

## Historia
Parafia została erygowana w 1949 przez Księdza Prymasa Stefana Wyszyńskiego.

### Kościół parafialny (przedwojenny)
Kościół zbudowano w latach 1908–1913 według projektu architekta Wacława Wędrowskiego. Świątynię w stylu neogotyku nadwiślańskiego poświęcił ks. Leopold Łyszkowski 8 września 1913 roku. 

### Kościół parafialny (z początku XXI wieku)
W latach 2003–2008 zbudowano nowy kościół według projektu architektów Marka Przeździeckiego i Michała Dudkowskiego. Świątynia została konsekrowana 8 grudnia 2008 roku przez Ordynariusza Diecezji Warszawsko-Praskiej arcybiskupa Henryka Hosera.